# Faetano
Faetano est l’une des neuf communes (ou castelli) de la République de Saint-Marin. La localité comptait 1 050 habitants au 31 décembre 2002.
Le village et ses terres se sont rattachés volontairement à Saint-Marin en 1463, et constituent la dernière expansion territoriale de la République. On y trouve de nombreux espaces verts et un grand lac, le lac de Faetano.

## Jumelage
Depuis le 1er octobre 2014, le castelli est jumelé avec le village français de Pont-à-Vendin dans le  Pas-de-Calais,.
1. ↑  « San Marino: Municipalities & Major Places », sur citypopulation
2. ↑  (it) « Firmato il gemellaggio con Pont-à-Vendin »
3. ↑  (it) « Un "patto d'amicizia", un gemellaggio tra Faetano e Pont-à-Vendin »